# Shorea acuta
Shorea acuta är en tvåhjärtbladig växtart som beskrevs av Peter Shaw Ashton. Shorea acuta ingår i släktet Shorea och familjen Dipterocarpaceae. Inga underarter finns listade i Catalogue of Life.